# Tirànids
Els tirànids (Tyrannidae) són una família d'ocells passeriformes que viuen a Amèrica, tant del Sud com del Nord, malgrat que són majoritàriament de distribució neotropical. Se'ls considera la família d'aus més gran que existeix, amb al voltant de 400 espècies. Són la família amb més diversitat en cadascun dels estats americans, a excepció dels Estats Units i el Canadà. Com es podia esperar d'una família tan gran, els membres varien considerablement, tant en la forma com en els colors. Alguns tirànids s'assemblen superficialment als muscicàpids (Muscicapidae) del Vell Món. Són membres del subordre dels tirans (Tyranni) que no tenen la sofisticada capacitat per al cant de les espècies del subordre Passeri.
La majoria, però no tots, tenen un aspecte poc cridaner, i molts tenen crestes erèctils. La majoria són insectívors, però alguns mengen fruites o petits vertebrats (per exemple, petites granotes). Els membres més petits de la família són Myiornis ecaudatus i Myiornis atricapillus que fan 6.5-6.8 cm de llargària, i un pes de 4.5 g. Són els més petits de tots els passeriformes. El més gran entre els tirànids és Agriornis lividus, que fa 29 cm de llargària i 88 g de pes. Algunes espècies, com Gubernetes yetapa, Tyrannus forficatus i Tyrannus savana són més llargs, però això es deu en gran manera a la cua molt més llarga.
Una sèrie d'espècies antany incloses en aquesta família, avui es classifiquin als titírids (Tityridae).

## Taxonomia
Aquesta família està formada per 104 gèneres amb 437 espècies, segons la classificació del Congrés Ornitològic Internacional (versió 10.2, 2020):
- Piprites, amb tres espècies.
- Phyllomyias, amb 14 espècies.
- Tyrannulus, amb una espècie: tiranet reietó (Tyrannulus elatus).
- Myiopagis, amb 7 espècies.
- Elaenia, amb 22 espècies.
- Ornithion, amb tres espècies.
- Camptostoma, amb dues espècies.
- Suiriri, amb una espècie: tiranet suirirí (Suiriri suiriri).
- Mecocerculus, amb 6 espècies.
- Anairetes, amb 6 espècies.
- Uromyias, amb dues espècies.
- Serpophaga, amb 6 espècies.
- Phaeomyias, amb dues espècies.
- Capsiempis, amb una espècie: tiranet groc (Capsiempis flaveola).
- Polystictus, amb dues espècies.
- Nesotriccus, amb una espècie: tiranet de l'illa del Coco (Nesotriccus ridgwayi).
- Pseudocolopteryx, amb 5 espècies.
- Pseudotriccus, amb tres espècies.
- Corythopis, amb dues espècies.
- Euscarthmus, amb dues espècies.
- Pseudelaenia, amb una espècie: tiranet gris-i-blanc (Pseudelaenia leucospodia).
- Stigmatura, amb dues espècies.
- Zimmerius, amb 15 espècies.
- Pogonotriccus, amb 7 espècies.
- Phylloscartes, amb 16 espècies.
- Mionectes, amb 6 espècies.
- Leptopogon, amb 4 espècies.
- Guyramemua, amb una espècie: tiranet de la Chapada (Guyramemua affine).
- Sublegatus, amb tres espècies.
- Inezia, amb 4 espècies.
- Myiophobus, amb 6 espècies.
- Nephelomyias, amb tres espècies.
- Myiotriccus, amb una espècie: tirà ornat (Myiotriccus ornatus).
- Tachuris, amb una espècie: tirà multicolor (Tachuris rubrigastra).
- Culicivora, amb una espècie: tiranet cuaesmolat (Culicivora caudacuta).
- Hemitriccus, amb 22 espècies.
- Myiornis, amb 4 espècies.
- Oncostoma, amb dues espècies.
- Lophotriccus, amb 4 espècies.
- Atalotriccus, amb una espècie: cabdill ullclar (Atalotriccus pilaris).
- Poecilotriccus, amb 12 espècies.
- Taeniotriccus, amb una espècie: cabdill pitnegre (Taeniotriccus andrei).
- Todirostrum, amb 7 espècies.
- Cnipodectes, amb dues espècies.
- Rhynchocyclus, amb 4 espècies.
- Tolmomyias, amb 7 espècies.
- Calyptura, amb una espècie: caliptura (Calyptura cristata).
- Platyrinchus, amb 7 espècies.
- Neopipo, amb una espècie: mosquer canyella (Neopipo cinnamomea).
- Pyrrhomyias, amb una espècie: mosquer rogenc (Pyrrhomyias cinnamomeus).
- Hirundinea, amb una espècie: mosquer dels cingles (Hirundinea ferruginea).
- Lathrotriccus, amb dues espècies.
- Aphanotriccus, amb dues espècies.
- Cnemotriccus, amb una espècie: mosquer fuliginós (Cnemotriccus fuscatus).
- Xenotriccus, amb dues espècies.
- Sayornis, amb tres espècies.
- Mitrephanes, amb dues espècies.
- Contopus, amb 15 espècies.
- Empidonax, amb 15 espècies.
- Pyrocephalus, amb 4 espècies.
- Lessonia, amb dues espècies.
- Knipolegus, amb 12 espècies.
- Hymenops, amb una espècie: tirà d'ulleres (Hymenops perspicillatus).
- Ochthornis, amb una espècie: tirà guarda-rius (Ochthornis littoralis).
- Satrapa, amb una espècie: tirà cellagroc (Satrapa icterophrys).
- Muscisaxicola, amb 13 espècies.
- Agriornis, amb 5 espècies.
- Xolmis, amb 7 espècies.
- Heteroxolmis, amb una espècie: monja alanegra (Heteroxolmis dominicana).
- Myiotheretes, amb 4 espècies.
- Cnemarchus, amb una espècie: tirà de carpó rogenc (Cnemarchus erythropygius).
- Polioxolmis, amb una espècie: tirà ala-rogenc (Polioxolmis rufipennis).
- Neoxolmis, amb una espècie: tirà de ventre xocolata (Neoxolmis rufiventris).
- Gubernetes, amb una espècie: tirà esplèndid (Gubernetes yetapa).
- Muscipipra, amb una espècie: tirà cuaforcat (Muscipipra vetula).
- Fluvicola, amb tres espècies.
- Arundinicola, amb una espècie: tirà capblanc (Arundinicola leucocephala).
- Alectrurus, amb dues espècies.
- Tumbezia, amb una espècie: tirà diademat de Tumbes (Tumbezia salvini).
- Silvicultrix, amb 5 espècies.
- Ochthoeca, amb 8 espècies.
- Colorhamphus, amb una espècie: tirà de la Patagònia (Colorhamphus parvirostris).
- Colonia, amb una espècie: tirà cuallarg (Colonia colonus).
- Muscigralla, amb una espècie: tirà cuacurt (Muscigralla brevicauda).
- Machetornis, amb una espècie: tirà ramader (Machetornis rixosa).
- Legatus, amb una espècie: tirà pirata (Legatus leucophaius).
- Phelpsia, amb una espècie: tirà reial de Los Llanos (Phelpsia inornata).
- Myiozetetes, amb 4 espècies.
- Pitangus, amb una espècie: tirà reial gros (Pitangus sulphuratus).
- Philohydor, amb una espècie: tirà reial lictor (Philohydor lictor).
- Conopias, amb 4 espècies.
- Myiodynastes, amb 5 espècies.
- Megarynchus, amb una espècie: tirà reial bec de bota (Megarynchus pitangua).
- Tyrannopsis, amb una espècie: tirà de les palmeres (Tyrannopsis sulphurea).
- Empidonomus, amb una espècie: tirà variegat (Empidonomus varius).
- Griseotyrannus, amb una espècie: tirà coronat (Griseotyrannus aurantioatrocristatus).
- Tyrannus, amb 13 espècies.
- Rhytipterna, amb tres espècies.
- Sirystes, amb 4 espècies.
- Casiornis, amb dues espècies.
- Myiarchus, amb 22 espècies.
- Deltarhynchus, amb una espècie: tirà crestat flamulat (Deltarhynchus flammulatus).
- Ramphotrigon, amb tres espècies.
- Attila, amb 7 espècies.